# Vicomte de Jersey

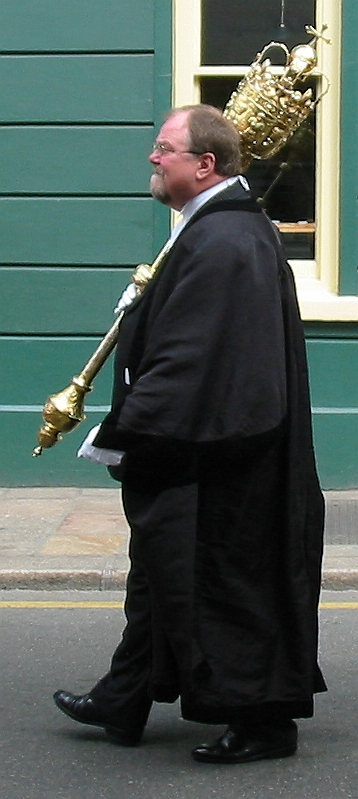
Le Deputy Viscount de Jersey portant la masse de cérémonie de Jersey en 2008.

Le Vicomte de Jersey (en jersiais : l'Vicomte de Jèrri, en anglais : Viscount of Jersey) est le premier magistrat de la Cour royale de Jersey depuis le Moyen Âge.
Le Vicomte de Jersey était le président de l'ancienne Cour royale. Depuis 1930, les services judiciaires sont devenus le "Département du Vicomte" en collaboration avec le greffier.
La principale fonction du vicomte est l'exécution des ordonnances des tribunaux de Jersey. Cela concerne la gestion des amendes, le cautionnement aux tribunaux, les sommes d'argent saisies, les confiscations, les expulsions, le service des procédures judiciaires, les arrestations pour non-comparution devant le tribunal et diverses autres procédures d'application des peines. 
Le vicomte gère la constitution des jurys  et la sélection des jurés, il attribue une aide financière aux membres du jury et agit en tant que surveillant pour le jury.
Le vicomte agit également comme coroner pour traiter des questions relatives à la mort soudaine et inattendue, et administre les biens de personnes décédées. 
En cas d'insolvabilité, le vicomte engage la "procédure de désastre".
Le vicomte est parmi ceux qui agissent comme scrutateur lors des élections à Jersey.
Le vicomte assure la fonction cérémonielle de porte-masse de cérémonie pour le Bailliage de Jersey dans le cadre des États de Jersey et de la Cour royale de Jersey.

## Liste
| De              | à         | Vicomte                | Deputy Viscounts |
| --------------- | --------- | ---------------------- | --- |
| 1708            | 1716      | David Bandinel         | Richard Dumaresq (1715) |
| 1716/7          | 1741      | George Bandinel Sr.    | George Bandinel Jr. (1723); John Dumaresq (1731); Helier De Carteret (1735); Charles Marett (1741)                                                                         |
| 1741            | 1743      | George Bandinel Jr.    | |
| 1743            | 1785      | Thomas Durell          | Philip D'Auvergne (1759-1761, 1762); Charles Marett (1761); Clement Le Montais (1763-1764); Nicholas Messervy (1764-1768); George Benest (1768)                            |
| 1785            | 1842      | Matthew Gosset         | Thomas Gallichan (1785-1796); Thomas-Louis Lerrier (1796); Francis Marett (1799); John Winter (1802-1812); Charles de Ste Croix (1812-1823); Philip Le Gallais (1823-1842) |
| 1842            | 1875      | John Le Couteur        | |
| 1917            | 1929      | Edmund Toulmin Nicolle | |
| ...             | ...       | ...                    | ... |
| 1946            | 1974      | Herbert Vyvian Benest  | |
| 1974            | 1981      | Philip Misson          | Dennis Ferbrache (1974-1981) |
| 1981            | juin 2015 | Michael Wilkins        | Dennis Ferbrache (1981-1996), Peter de Gruchy (1996 à 2012),Avocat Mark Harris (2013-2015)                                                                                 |
| 10 juillet 2015 |           | Avocate Elaine Millar  | Avocat Mark Harris |